# Olivet (rivière)
Pour les articles homonymes, voir Olivet.
L'Olivet est une rivière française qui coule dans le département d'Indre-et-Loire, région Centre-Val de Loire. C'est un affluent droit de l'Indrois, donc un sous-affluent de la Loire par l'Indre.

## Géographie
L'Olivet prend naissance sur le territoire de la commune d'Orbigny. 
Il se dirige d'emblée vers le sud, direction qu'il ne quitte plus jusqu'à la fin de son parcours de 14,6 kilomètres. 
Il se jette dans l'Indrois (rive droite) à la limite entre les communes de Beaumont-Village et de Chemillé-sur-Indrois, à trois kilomètres en aval de Montrésor.

### Communes et cantons traversés
Dans le seul département d'Indre-et-Loire, l'Olivet traverse ou longe les trois communes suivantes, d'amont en aval, d'Orbigny (source), Beaumont-Village et Chemillé-sur-Indrois (confluence).
Soit en termes de cantons, l'Olivet prend source et conflue dans le même canton de Loches, dans l'arrondissement de Loches.

### Bassin versant
L'Olivet traverse une seule zone hydrographique Rau d'Olivet & ses affluents (K742) pour 84 km2 de superficie. Ce bassin versant est constitué à 75,20 % de « territoires agricoles », à 26,08 % de « forêts et milieux semi-naturels », à 0,36 % de « territoires artificialisés », à 0,28 % de « surfaces en eau ». 

## Affluents
L'Olivet a trois affluents référencés :
- le ruisseau le Rodet, 3,5 km sur la seule commune d'Orbigny.
- le ruisseau de l'Estang, 6,9 km sur la seule commune d'Orbigny avec deux affluents :
  - le ruisseau des Pallis, 3,8 km sur la seule commune d'Orbigny.

- - le ruisseau de l'Etang de l'Aubrière, 6,5 km sur la seule commune d'Orbigny avec un affluent :
    - le ruisseau de l'Etang rouillé, 5,6 km sur la seule commune d'Orbigny.
- un bras de l'Olivet, 0,5 km sur la seule commune de Beaumont-Village.

Donc son rang de Strahler est de quatre.

## Hydrologie
L'Olivet est une rivière très irrégulière. 

### L'Olivet à Beaumont-Village
Son débit a été observé durant une période de 36 ans (1965-2001), à Beaumont-Village, à 95 m d'altitude, localité du département d'Indre-et-Loire située au niveau de son confluent avec l'Indrois. La surface observée est de 75,5 km2, soit la quasi-totalité du bassin versant de la rivière, de 84 km2.
Le module de la rivière à Beaumont-Village est de 0,396 m3/s.

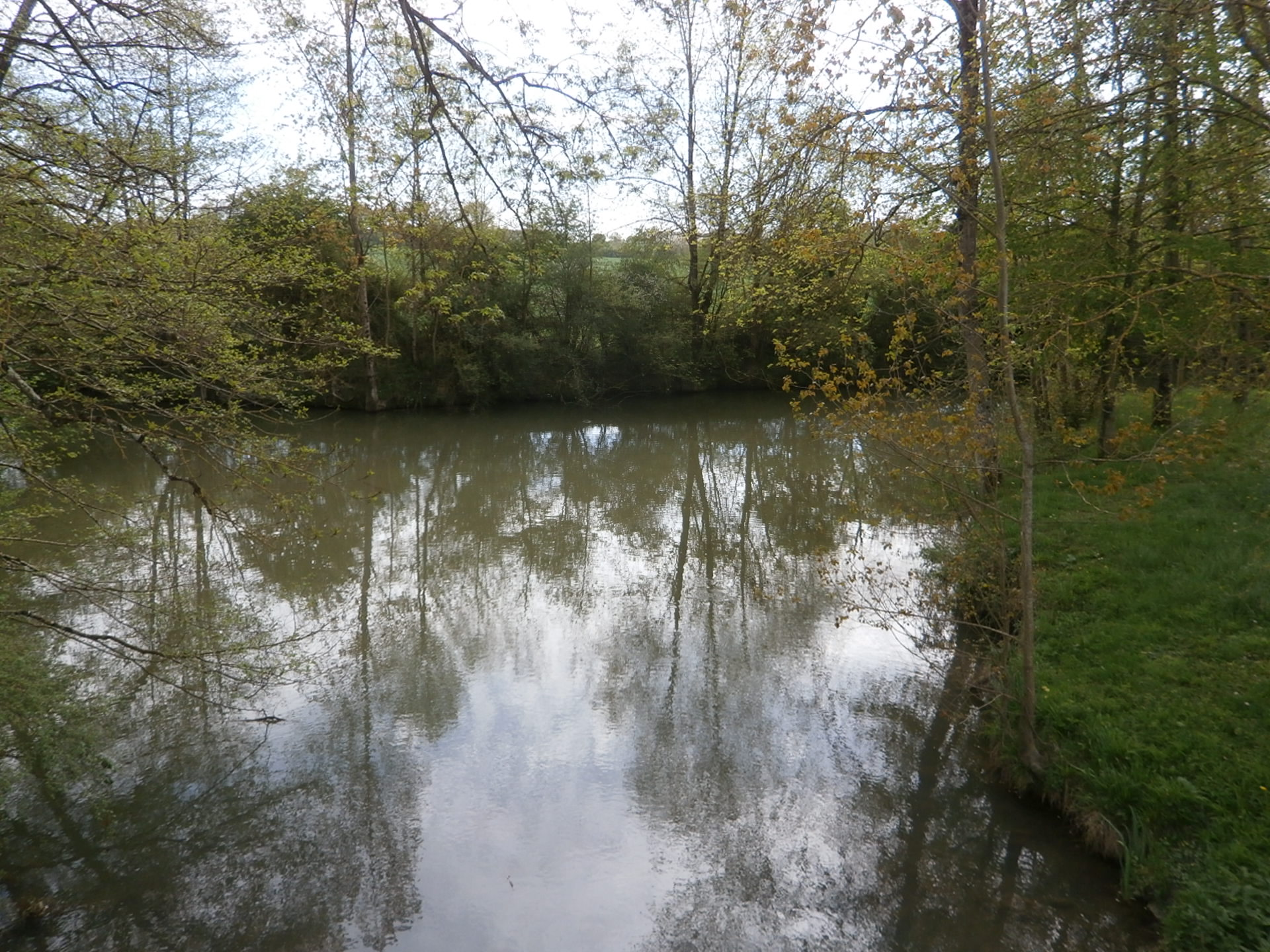
Le confluent de l'Oilvet (au premier plan) et de l'Indrois (à l'arrière-plan).

L'Olivet présente des fluctuations saisonnières de débit fort marquées, comme très souvent dans le bassin de la Loire. Les hautes eaux se déroulent en hiver et se caractérisent par des débits mensuels moyens allant de 0,64 à 0,943 m3/s de décembre à mars inclus (avec un maximum très net en février). À partir du mois d'avril, le débit baisse rapidement jusqu'aux basses eaux d'été qui ont lieu de juin à octobre inclus, entraînant une  baisse du débit mensuel moyen allant jusqu'à 0,081 m3/s au mois d'août (81 litres/s). Mais ces moyennes mensuelles ne sont que des moyennes et cachent des fluctuations bien plus prononcées sur de courtes périodes ou selon les années.

### Étiage ou basses eaux
Aux étiages, le VCN3 peut chuter jusque 0,044 m3/s (44 litres/s), en cas de période quinquennale sèche, ce qui est loin d'être sévère.

### Crues
Les crues peuvent être extrêmement importantes, compte tenu de la petitesse du bassin versant. Les QIX 2 et QIX 5 valent respectivement 18 et 31 m3/s. Le QIX 10 est de 40 m3/s, le QIX 20 de 48 m3/s, tandis que le QIX 50 se monte à pas moins de 58 m3/s.
Le débit instantané maximal enregistré à Beaumont-Village a été de 46,5 m3/s le 17 mai 1988, tandis que la valeur journalière maximale était de 26,4 m3/s le 12 mai 1985. Si l'on compare la première de ces valeurs à l'échelle des QIX de la rivière, l'on constate que cette crue était à peine d'ordre vicennal, et donc destinée à se répéter tous les 15-20 ans en moyenne.

### Lame d'eau et débit spécifique
L'Olivet est cependant une rivière assez peu abondante. La lame d'eau écoulée dans son bassin versant est de 166 millimètres annuellement, ce qui est deux fois moindre que la moyenne d'ensemble de la France, et nettement inférieur à la moyenne du bassin de la Loire (plus ou moins 245 millimètres par an), comme de celui de l'Indre (181 millimètres par an). Le débit spécifique (ou Qsp) n'atteint dès lors que le chiffre médiocre de 5,2 litres par seconde et par kilomètre carré de bassin.

## Curiosités - Tourisme

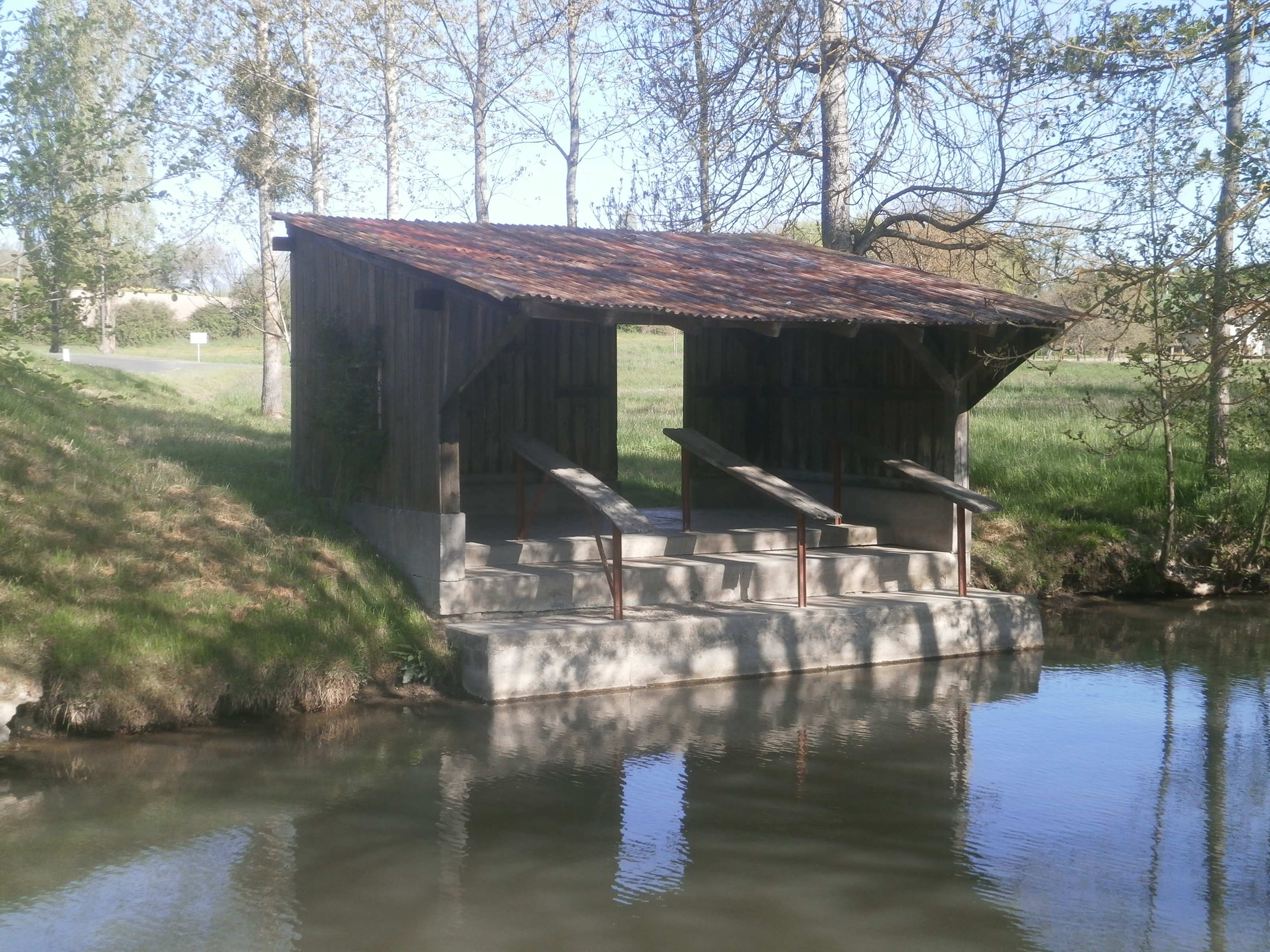
Le lavoir sur l'Olivet à Beaumont-Village

### Les moulins

Les anciens moulins de Beaumont-Village.

Au XVIIIe siècle, trois moulins étaient établis dans la paroisse de Beaumont sur le cours de l'Olivet. Tous trois étaient alors des moulins banaux dépendant de la châtellenie de Montrésor.
En amont, près d'Orbigny, le moulin des Barres est utilisé comme moulin à farine jusqu'aux années 1880. Le châtelain de Montrésor le cède alors et il est transformé en scierie mue par la roue du moulin. Une machine à vapeur le remplace ensuite et il est entièrement détruit.
Le moulin de Saint-Martin, ou moulin de l'Isle, moulin de l'Île Saint-Martin ou encore moulin de Beaumont se situait en aval immédiat du bourg ; il apparaît dans un texte de 1156. Il est vendu par les propriétaires du château de Montrésor en 1931 ; ses bâtiments ont été restaurés mais son mécanisme a été démonté. 
Le moulin de Bréviande, à quelques centaines de mètres du confluent de l'Olivet et de l'Indrois, a servi comme moulin à farine mais également comme moulin à foulon. C'est vers 1830 que les châtelains de Montrésor s'en dessaisissent ; dans les années 1920, il est brièvement transformé en laiterie avant de reprendre son activité première, la meunerie, de manière clandestine pendant la Seconde Guerre mondiale.